# Lorenz von Crell
Lorenz Florenz Friedrich von Crell (Helmstedt, 21 de janeiro de 1744 — Göttingen, 7 de junho de 1816) foi um químico e mineralogista alemão, fundador do primeiro periódico sobre química, publicado entre 1778 e 1804. Foi também professor de química e mineralogia em Braunschweig por volta de 1774. Em 1783 tornou-se professor de Filosofia e Medicina da Universidade de Helmstedt e mais tarde professor de química da Universidade de Göttingen.

## Biografia
Era filho do médico e anatomista alemão Johann Friedrich Crell (1707-1747) e irmão do filósofo Ludwig Christian Crell (1671-1733). Era também neto do professor e médico Lorenz Heister, que conseguiu fama na área da cirurgia e da botânica. Com a idade de 14 anos, entrou para a Universidade de Helmstedt, onde, após décadas de estudos oferecidos pelas faculdades de filosofia e medicina, recebeu seu diploma de doutorado em 1768. Em seguida, estudou durante dois anos em Göttingen, Estrasburgo, Paris, Edimburgo e Londres. Em 1771, foi nomeado professor de metalurgia no Colégio Carolino de Braunschweig. Três anos depois, ocupou o cargo de Professor de Medicina na Universidade de Helmstedt, onde era responsável por medicina teórica e matéria médica. De 1783 a 1810 foi professor de filosofia e medicina na Universidade de Helmstedt e de 1810 a 1816 deu aulas de química na Universidade de Göttingen.
Em 1778, Crell publicou sua primeira edição da Revista Química de Ciência Natural, Medicina, Economia Doméstica e Produção. Ele mudou o nome da sua revista por duas vezes, e em 1784 era conhecida como os Anais de Crell. Esta revista foi o primeiro periódico com foco central na química. Crell parou de publicá-la em 1804 em razão da concorrência da revista de química publicada por Alexander Nicolaus Scherer (1771-1824) e Adolph Ferdinand Gehlen (1775–1815), atualmente publicada sob o título "Revista de Química Prática" que se tornou mais popular.
Crell envolveu-se algumas vezes em ásperas discussões sobre a teoria do flogisto, criada em 1667 por Johann Joachim Becher (1635-1682). As experiências realizadas por Antoine Lavoisier (1743-1794) mostraram que, nos termos em que estava proposta, a teoria era equivocada. Von Crell traduziu alguns artigos de Richard Kirwan (1733-1812), cientista irlandês e defensor dessa teoria. Von Crell defendeu a teoria até 1799 e jamais admitiu abertamente que a teoria estava errada.
Crell foi eleito para a Academia Leopoldina de Ciências em 1778. Em 1780, o Duque de Braunschweig o nomeou "administrador de mineração" e em 1781 recebeu um título de nobreza por parte do Imperador Leopoldo II, mudando seu nome de Crell para von Crell.
O "Jornal Químico para Amigos da Filosofia Natural" é geralmente considerado como a primeira revista química mundial. Foi fundada por Lorenz Friedrich von Crell (1744 - 1816) em 1778. Crell era 1771-1773 professor de química e mineralogia no Collegium Carolinum Brauschweig, desde 1774 professor de medicina. De 1783-1810 foi professor de filosofia e medicina na Universidade de Helmstedt, e, finalmente, professor de química na Universidade de Göttingen.

## Obras
- (em alemão) Novas descobertas da química.
- (em alemão) Beyträge zu den chemischen Annalen
- (em alemão) Neues chemisches Archiv, Volume 2
- (em alemão) Chemische Annalen für die Freunde der Naturlehre ..., Volume 1
- Traduziu obras de Richard Kirwan (1733-1812), lições de Joseph Black (1728-1799), de quem foi aluno, e pesquisas sobre o calor do químico e físico irlandês Adair Crawford (1748-1795).